# Doce de banana

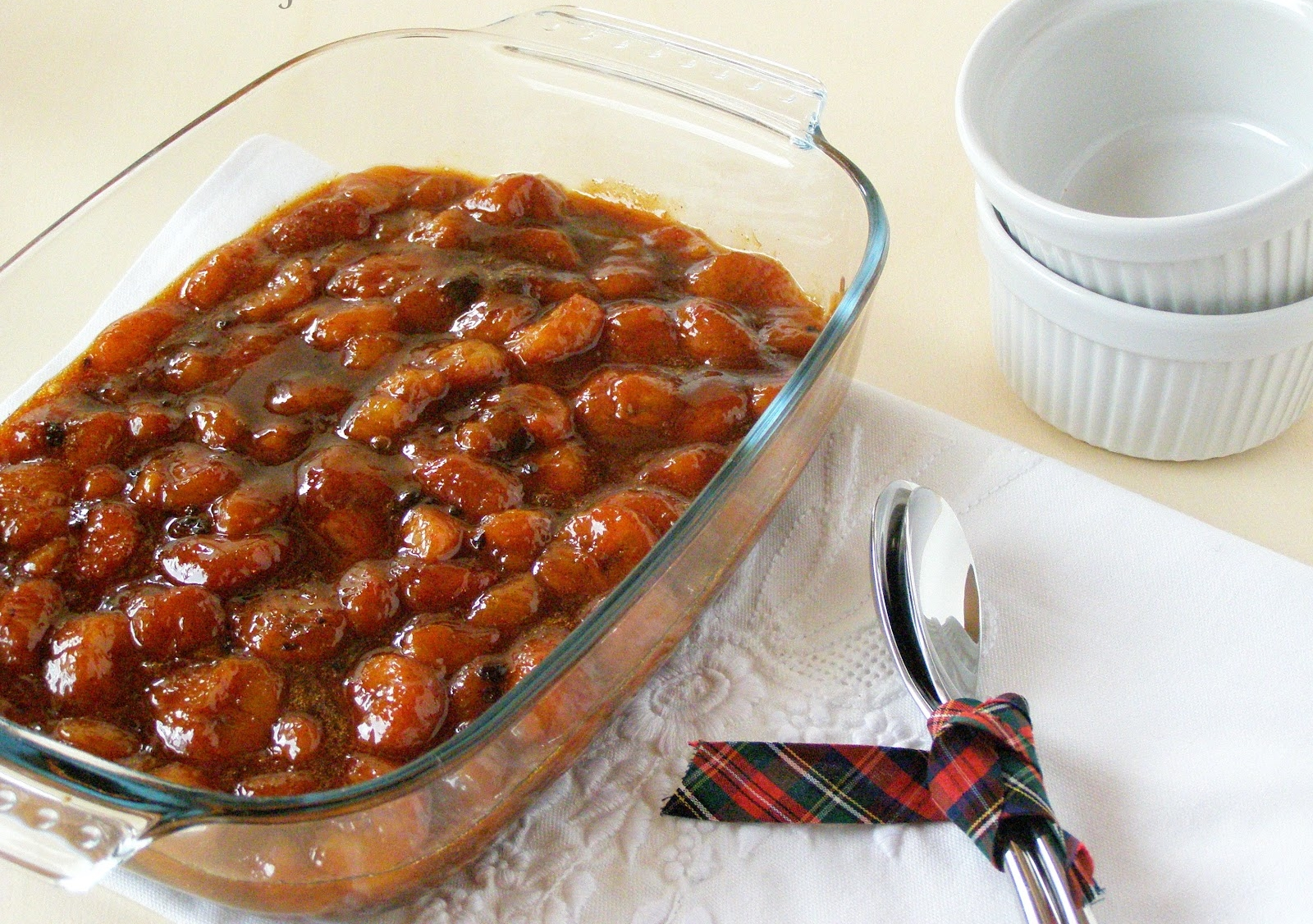
Travessa com doce de banana

Doce de banana é um doce típico da culinária brasileira, tradicionalmente preparado e consumido nas regiões Nordeste, Sudeste e Sul. Feito com pedaços de banana e açúcar fervidos em água, podendo ter canela ou cravo-da-índia, ou suco de limão.
O doce difere-se da bananada, basicamente por estar na forma de compota, não sendo, portanto, um doce de corte. Por esse motivo não são adicionados aditivos como pectina e ácido cítrico.